# Katastrofa lotu Western Air Express 7
Katastrofa lotu Western Air Express 7 – wypadek lotniczy, który wydarzył się 12 stycznia 1937, w pobliżu Newhall w Kalifornii. Był to krajowy, regularny lot pasażerski z Salt Lake City do Burbank. Dwusilnikowy Boeing 247D o numerze rejestracyjnym NC13315 rozbił się w niesprzyjających warunkach pogodowych. Z 3 członków załogi i 10 pasażerów na pokładzie zginęło 5 osób (1 członek załogi i 4 pasażerów). Jedną z ofiar śmiertelnych był znany międzynarodowy poszukiwacz przygód i filmowiec Martin Johnson.
Boeing 247D w warunkach poważnie ograniczających widoczność zboczył z kursu z powodu ulewnego deszczu i mgły. Gdy pilot William L. Lewis, nagle zauważył górę, która znajdowała się bezpośrednio przed nim, odciął moc silników i "wskoczył" na nią, aby zmniejszyć siłę uderzenia.
Jeden pasażer zmarł natychmiast, a trzech kolejnych zmarło w ciągu tygodnia, podobnie jak drugi pilot. Martin Johnson zmarł z powodu pęknięcia czaszki podczas hospitalizacji. Jego żona Osa doznała urazów pleców i szyi, ale przeżyła. Później pozwała Western Air Express o odszkodowanie w wysokości 502 539 dolarów, ale przegrała rozprawę w 1941 r.
Jednym z ocalałych był 25-letni pasażer, któremu udało się zejść w dół zbocza góry, gdzie spotkał ratowników, którzy szukali miejsca wypadku.
Wypadek został zbadany przez NTSB. Przyczyną wypadku były niekorzystne warunki pogodowe i decyzja pilota o zejściu na niebezpiecznie niską wysokość.